# کاکل‌سلیمی
کاکل‌سلیمی (نام علمی: Stephanoxis) نام یک سرده از تیره مرغ مگس است.